# Paolo Landriani
Ne pas confondre avec le peintre italien Paolo Camillo Landriani (vers 1560-1618).
Paolo Landriani, né en 1755 ou 1757 à Milan et mort en janvier 1839 à Urbino, est un peintre et architecte italien. 

## Biographie
Paolo Landriani naît en 1755 ou 1757 à Milan. Il est formé à l'Académie de Brera où il suit des cours d'architecture et de perspective.
Il est employé pour décorer La Scala. Ses élèves sont Perego[Qui ?] et Sanquirico[Lequel ?],. Il travaille à la manière de Bibiena et est également influencé par Fabrizio et Bernardino Galliari.
Paolo Landriani meurt en janvier 1839 à Urbino.